# Manoir des Fossés (Plélan-le-Petit)
Pour les articles homonymes, voir Manoir des Fossés.
Le manoir des Fossés est un manoir situé à Plélan-le-Petit, en France.

## Description
Sur le site des Fossés, en Plélan-le-Petit, dans le département des Côtes-d'Armor, le manoir des Fossés, de type "logis-porte" fortifié, daté du milieu du XIVe siècle, en est l'édifice le plus ancien

« Le manoir des Fossés […] nous est parvenu dans un exceptionnel état de conservation. […] une description de 1497 montre que ce bâtiment, mentionné comme « porte et maison sur icelle » était accompagnée de « salle basse, chambre, cuisine [..] la chapelle en la cour et icelle cour presque avironnée de maisons ». Cette énumération indique que le bâtiment subsistant n'est qu'une des composantes du manoir primitif [..] ».
« […] il n'existe aucune trace d'arrachement de murs d'enceinte en pierre sur les murs de l'édifice, ce qui peut faire supposer que ce bâtiment de pierre était le seul élément solide d'une cour close fermée de palissades ».
Le manoir, construit sur axe quasi Nord-Sud, se présente comme un bâtiment rectangulaire de dix-huit mètres cinquante de long sur huit de large, à deux niveaux. Il n'a pratiquement pas été remanié dans l'articulation de ses différentes composantes depuis l'origine. Doté d'une charpente gothique, cet édifice est l'un des plus anciens manoirs de type "salle" en Bretagne.
La façade Est, tournée vers l'extérieur, est de nature défensive.

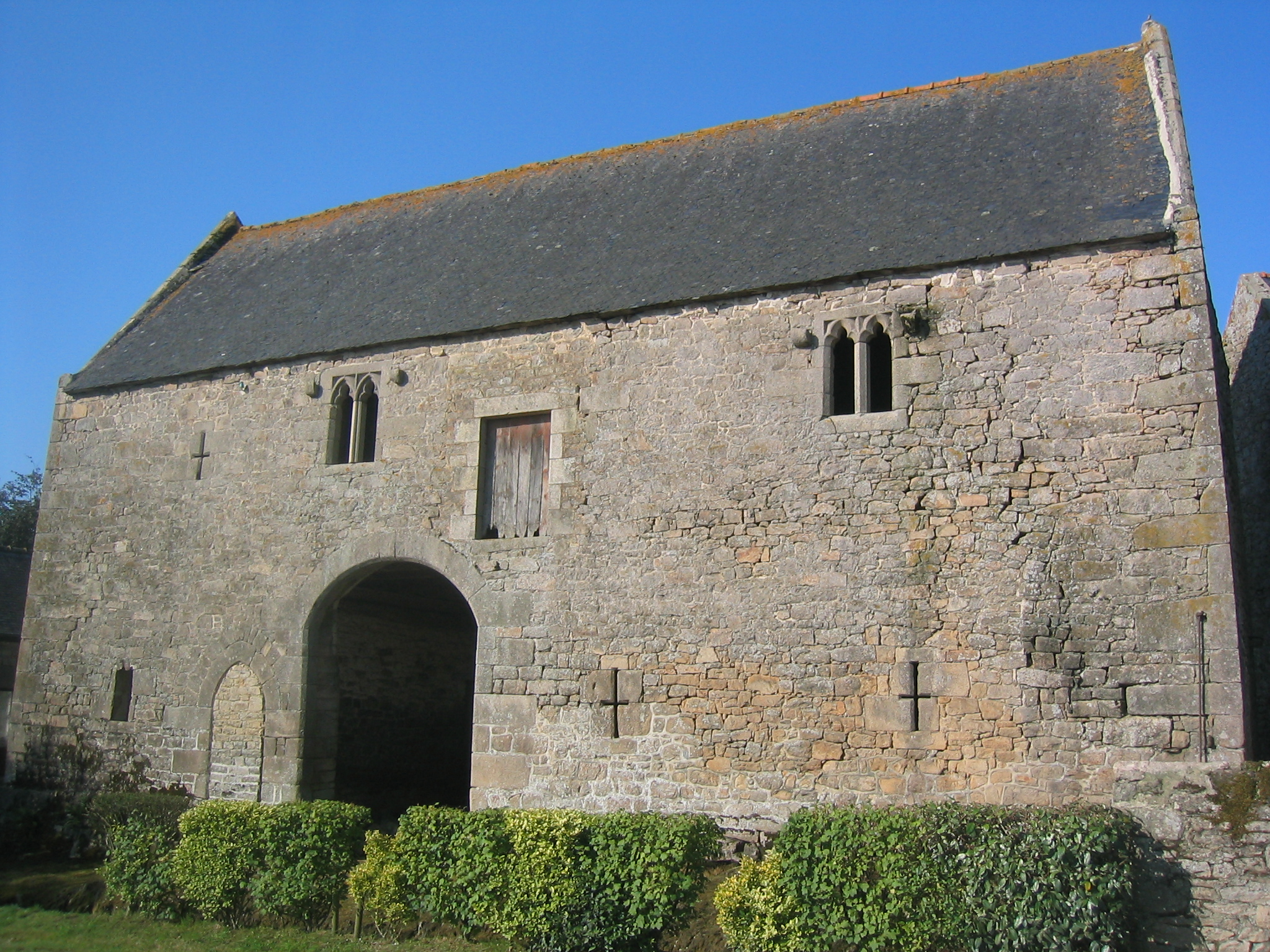
Façade Est - Vue depuis l'espace public

Très peu remaniée, on y distingue l’existence de cinq meurtrières cruciformes (arbalétrières) : trois au rez-de-chaussée (dont une, à gauche, a été transformée en petite ouverture) et deux à l'étage (dont une partiellement accaparée par une gerbière du XIXe). 
La porte cochère, en plein cintre, devait être fermée par une porte dont il subsiste encore des éléments de fixation (encoches dans le parement en pierre et gond de fer).
La porte piétonne(actuellement murée) complète les éléments d'une façade à l'allure tout à la fois harmonieuse et austère.
Les deux fenêtres ogivales, constituées chacune de deux lancettes trifoliées, sont équipées de corbeaux pouvant supporter des volets de bois pivotants.

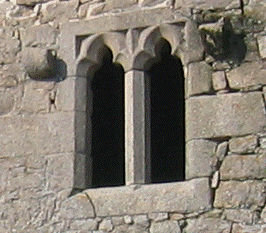
Façade Est - fenêtre Nord de l'étage
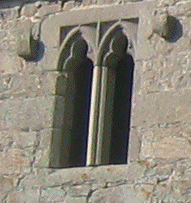
Façade Est - fenêtre Sud de l'étage

La façade Ouest s'ouvre vers la cour fermée. La grande porte cochère, de près de cinq mètres de largeur (actuellement murée), est symétrique à l'ensemble "porte cochère- porte piétonne" de la façade Est. 

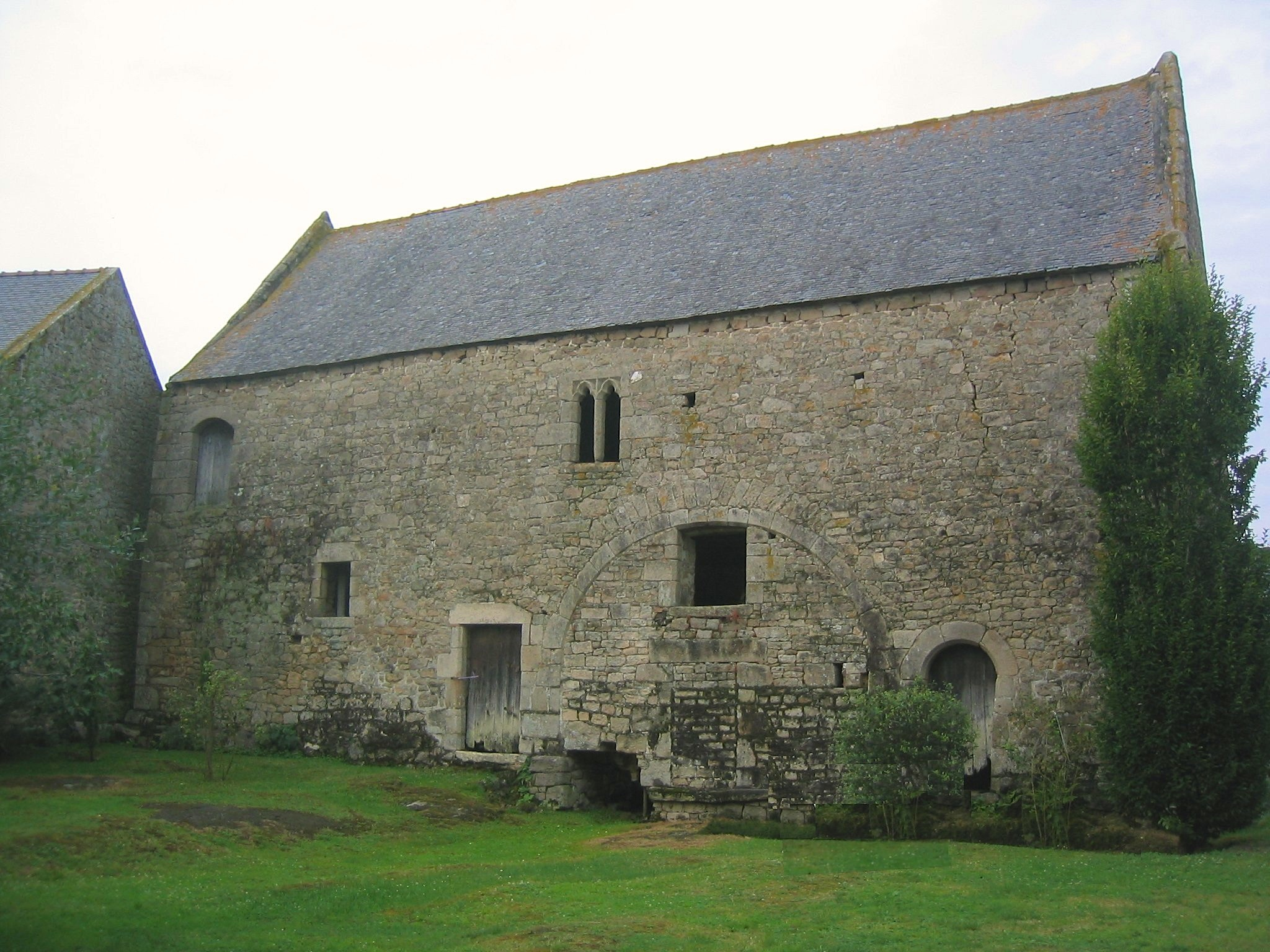
Façade Ouest tournée vers la cour intérieure

Deux portes d'accès, de part et d'autre du passage, sont les uniques accès aux deux pièces du rez-de-chaussée. 
Une unique fenêtre gothique, identique à celles de la façade Est, éclaire la grande salle de l'étage vers l'ouest. 

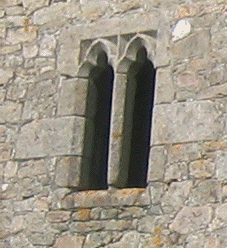
Façade Ouest - fenêtre de l'étage

Une porte située près du pignon Nord, à près de cinq mètres au-dessus du niveau du sol, constitue l'unique accès à la grande salle de l'étage. Ce mode d'accès est évidemment d'intérêt défensif; un escalier ou une échelle de bois, sans doute mobile, devant permettre d'arriver à l'étage. Cela donne à ce bâtiment un fonctionnement proche de celui du donjon.

À l'étage, il n'existe qu'une seule grande salle sur toute la surface du bâtiment, sans trace de cloisonnement interne. On y accède par la seule porte citée plus haut. Cette salle présente vraisemblablement deux niveaux, la partie proche de la cheminée étant supérieure d'une vingtaine de centimètres à celle proche de la porte d'entrée (une sorte de grande estrade) marquant ainsi une hiérarchie.  
Cette salle, équipée d'une cheminée dans le pignon sud (dont il ne reste que les corbeaux) est éclairée par sept ouvertures : une petite ouverture rectangulaire dans chaque pignon (celle du sud se situant à l'est de la cheminée), deux meurtrières, les deux fenêtres gothiques vers l'est et la fenêtre gothique à l'ouest. Les trois fenêtres gothiques ne présentent pas de trace de vitrage, cependant les vestiges subsistent d'un double système de fermeture pour les baies situées à l'est : le premier est intérieur – volets de bois classiques – car il reste des traces d'emplacement de gonds et de verrouillage; le second est extérieur (cité plus avant), il consiste en un volet de bois pendant porté par deux corbeaux de part et d'autre en haut de la baie. Comme des mantelets de sabords de bateau, ces volets pouvaient se plaquer contre l'ouverture pour la protection ou au contraire s'en écarter pour permettre de défendre verticalement la grande porte et la base du mur. 

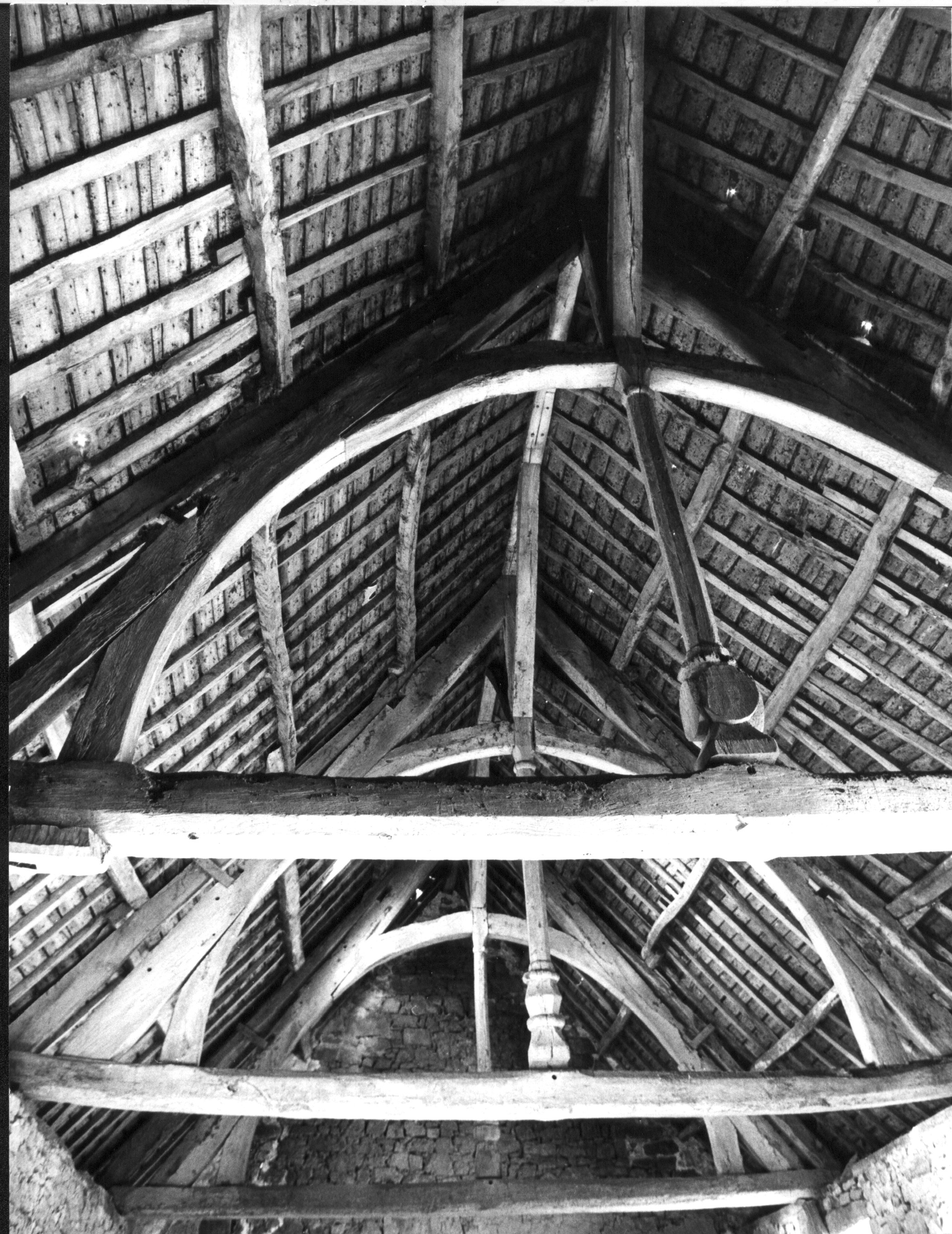
La charpente gothique

La charpente

« Il faut signaler la partie la plus belle de cette salle sous combles: il s'agit d'une charpente gothique, absolument intacte et à notre connaissance unique en Bretagne dans un bâtiment civil. Dans cet ensemble exceptionnel, [composé de quatre imposantes fermes], des entraits à sections polygonales supportent des poinçons également polygonaux, taillés en forme de colonne dont les bases moulurées s'ornent de cartouches qui, peut-être, étaient autrefois  décorés; au deux-tiers de la hauteur de cette charpente, des entraits retroussés se détachent des arbalétrières pour se rejoindre sur les poinçons en formant des arcs en tiers-points; ils supportaient un lambris aujourd'hui disparu. L'état d'abandon dans lequel [se trouve] ce logis laisse difficilement deviner la belle allure que devait avoir sa grande salle sous son long vaisseau lambrissé en ogive. ».

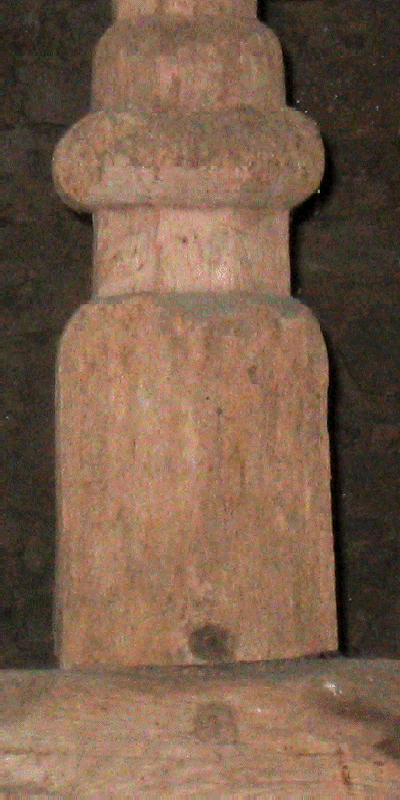
Détails de la base des poinçons de la charpente
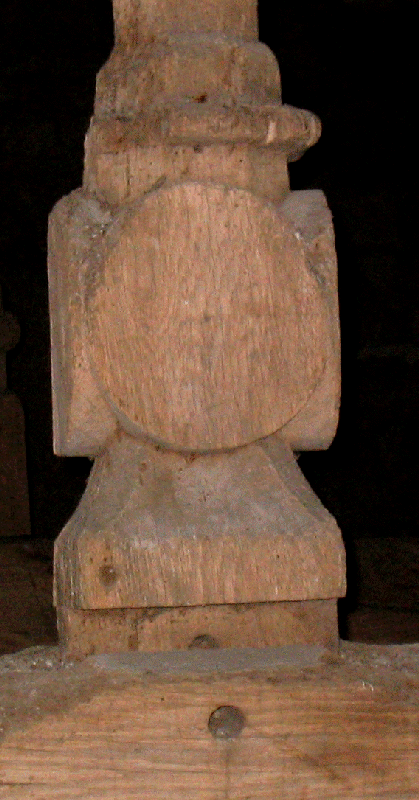
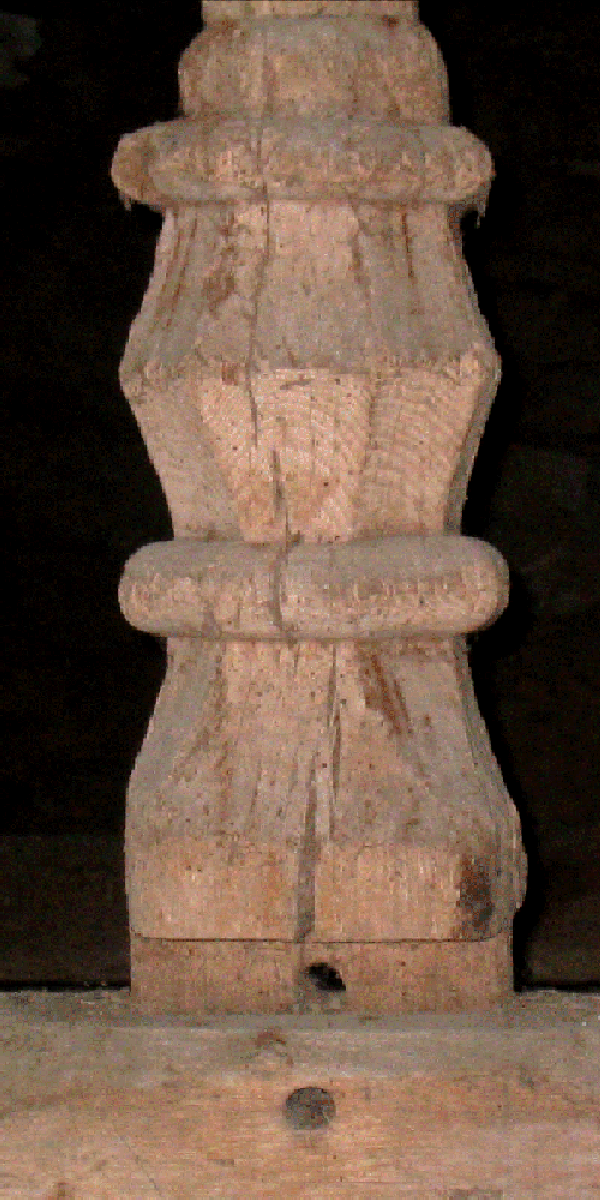
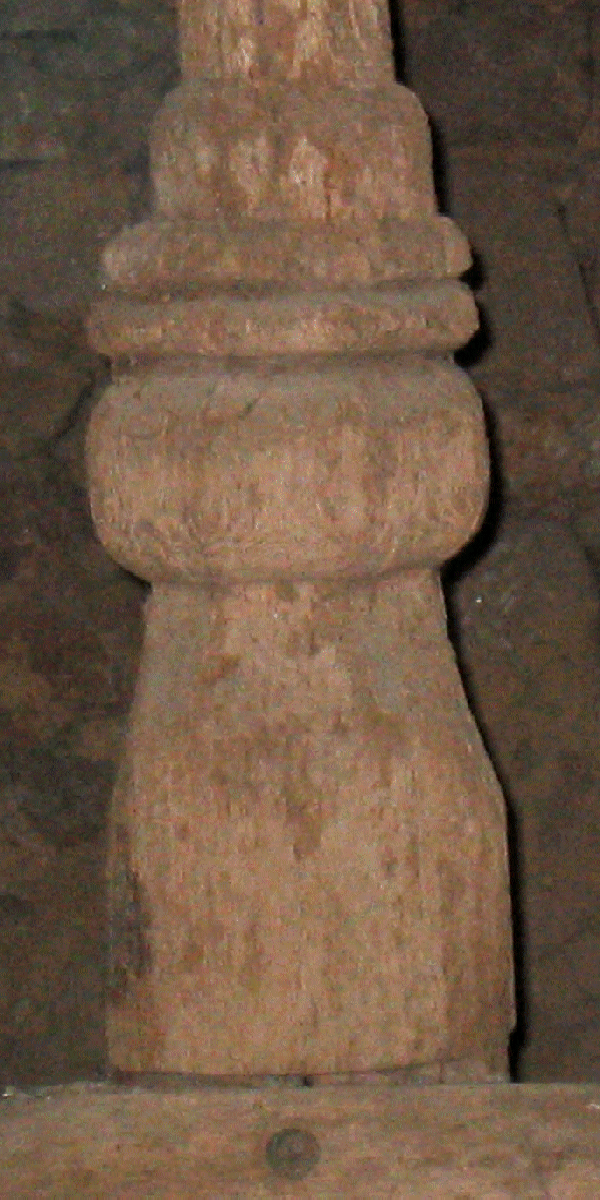

## Localisation
Le manoir est situé sur la commune de Plélan-le-Petit, dans le département des Côtes-d'Armor. Situé sur la D19 à la sortie du bourg de Plélan-le-Petit en direction de Plancoet, il est visible depuis l'espace public.
Le site des Fossés se situe quasiment à la naissance de la vallée du Montafilan, petite rivière affluent de l'Arguenon. Dans cette zone existent de nombreuses sources issues des plateaux et collines environnants. L'ensemble manoirial a été édifié, à quelques centaines de mètres du Montafilan, sur un affleurement schisteux lui donnant pour la plus grande partie de sa surface une assise solide, saine et sèche, tout en conservant à proximité, aussi bien en amont qu'en aval, eau vive et prairie pour les besoins de ses occupants.

## Historique
Si l'édifice présenté n'est qu'une des composantes, sans doute la principale (cf. les travaux de Gwyn Meirion Jones), du manoir primitif, d'autres bâtiments ont, soit disparu, soit été remaniés ou rajoutés autour de la cour fermée entre le XIVe et la fin du XIXe siècle. La période du milieu du XIXe siècle a été particulièrement fertile en remaniements et ajouts de bâtiments sur ce site.

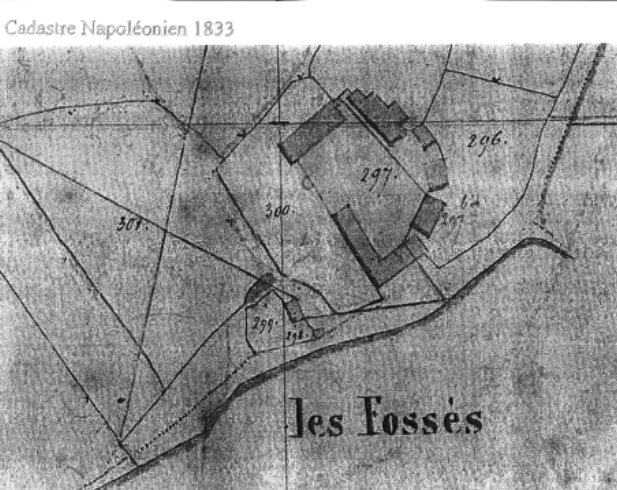
Cadastre napoléonien du site des Fossés
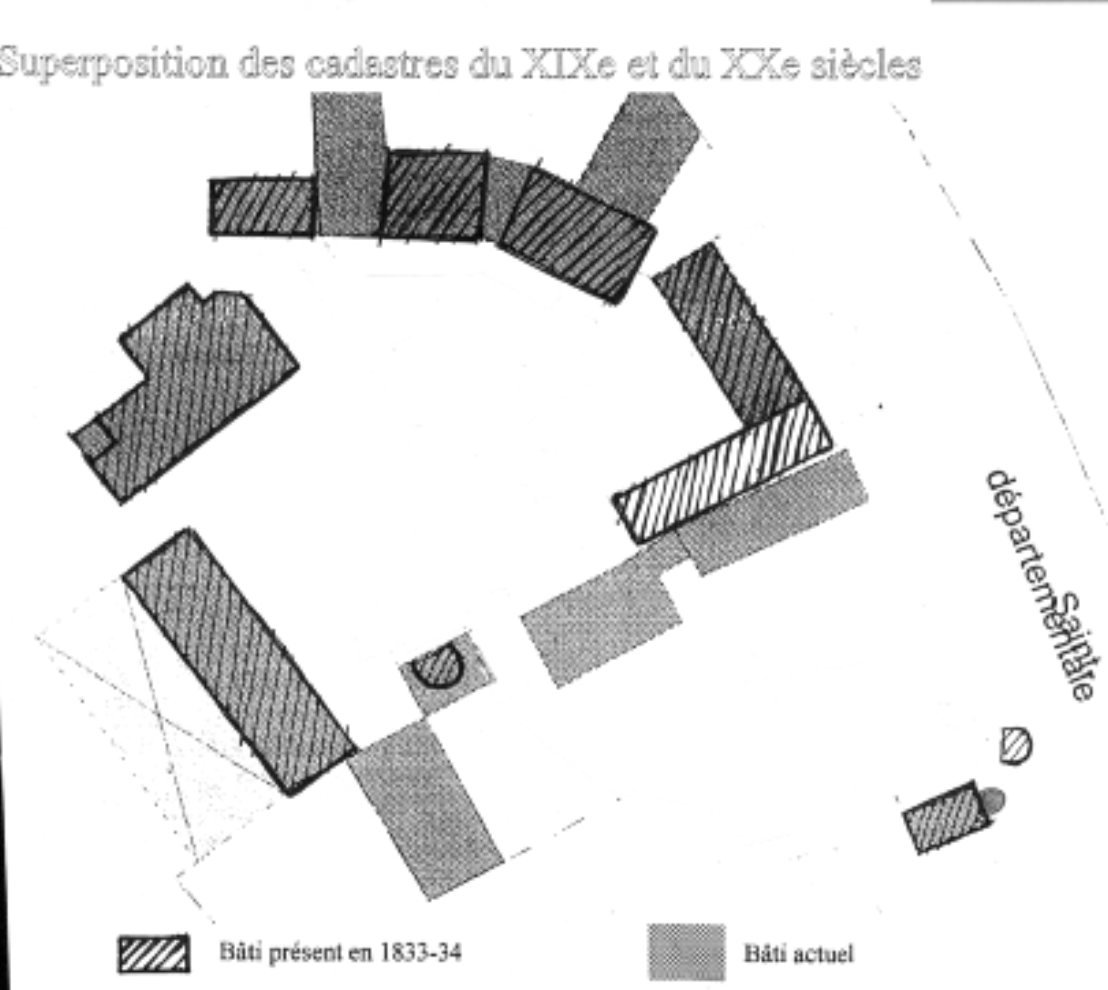
Superposition des cadastres napoléonien et actuel

Ainsi au XVIe siècle, une nouvelle bâtisse est construite à 50 mètres au Nord-Ouest de la cour intérieure, devenant alors, de toute évidence, la demeure principale du site. De celle-ci, il  subsiste une remarquable tour d'escalier hexagonale et le logis attenant, fortement remanié au milieu du XIXe siècle.
À l'ouest de la cour, une élégante longère de près de trente mètres de long, avec porche, datée du XVIIe siècle qui possédait encore récemment une splendide toiture à quatre pans à coyaux et lucarnes à queue d'aronde, a été remaniée dans les années 1980.
Plus au sud de la cour fermée, en limite d'une zone qui devait être marécageuse à l'origine, un fournil daté du XVIe siècle mais remanié ultérieurement, recouvre les vestiges d'un moulin à eau découvert récemment (2003) et enfoui sous plus de deux mètres de remblais et de sédiments.
La présence d’une grande prairie à proximité du manoir est caractéristique de ce type d’habitat au Moyen Âge et les grandes parcelles de terre autour du manoir sont l’œuvre de « rassembleurs de terre » des XVe et XVIe siècles. 
Les familles qui se sont succédé aux Fossés sont :
- Le Borgne au XIVe siècle ;
- De La Bouexière aux XVe et XVIe siècles ;
- DesNos  et Le Doyen au XVIIe et XVIIIe siècles ;
- De Guergorlay (ou de Kergorlay) de 1710 à l’an III.

Un droit de haute justice sur quelques communes environnantes était rattaché au fief des Fossés.
Le monument est inscrit au titre des monuments historiques en 1992.

## Annexes

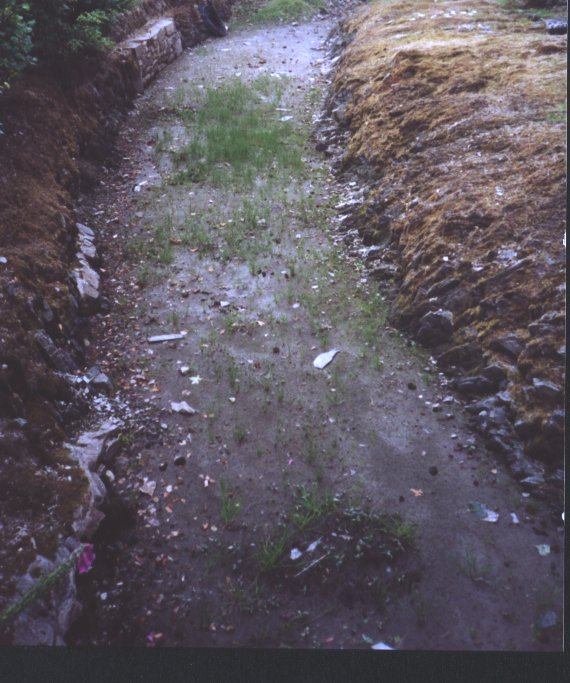
Aperçu du tronçon de douve devant la façade Est du manoir
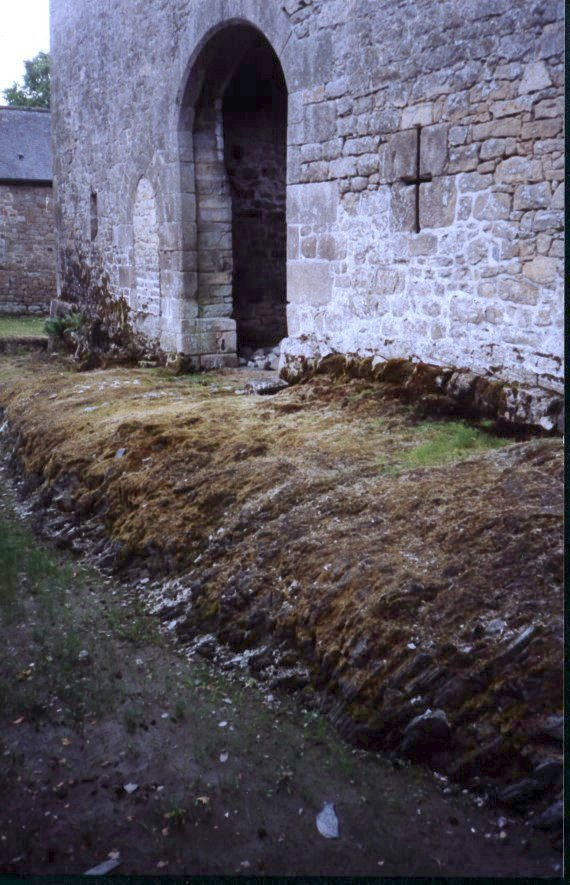

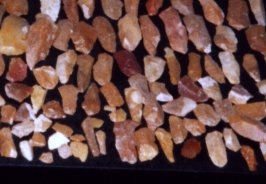
Quelques microlithes de silex du site des Fossés